# Prezydenci Pakistanu
| #    | Portret | Imię i nazwisko                         | Kadencja             | Kadencja             | Partia polityczna                         |
| #    | Portret | Imię i nazwisko                         | Od                   | Do                   | Partia polityczna                         |
| ---- | ------- | --------------------------------------- | -------------------- | -------------------- | ----------------------------------------- |
| 1    |         | Iskander Mirza (1899–1969)              | 23 marca 1956        | 27 października 1958 | Partia Republikańska                      |
| 2    |         | Muhammad Ayub Khan (1907–1974)          | 27 października 1958 | 25 marca 1969        | Pakistańska Liga Muzułmańska (C)          |
| 3    |         | Yahya Khan (1917–1980)                  | 25 marca 1969        | 20 grudnia 1971      | wojskowy                                  |
| 4    |         | Zulfikar Ali Bhutto (1928–1979)         | 20 grudnia 1971      | 13 sierpnia 1973     | Pakistańska Partia Ludowa                 |
| 5    |         | Fazal Ilahi Chaudhry (1904–1982)        | 14 sierpnia 1973     | 16 września 1978     | Pakistańska Partia Ludowa                 |
| 6    |         | Muhammad Zia ul-Haq (1924–1988)         | 16 września 1978     | 17 sierpnia 1988     | wojskowy                                  |
| 7    |         | Ghulam Ishaq Khan (1915–2006)           | 17 sierpnia 1988     | 18 lipca 1993        | bezpartyjny                               |
| —    |         | Wasim Sajjad (1941–) tymczasowo         | 18 lipca 1993        | 14 listopada 1993    | Pakistańska Liga Muzułmańska (Nawaz)      |
| 8    |         | Farooq Leghari (1940–2010)              | 14 listopada 1993    | 2 grudnia 1997       | Pakistańska Partia Ludowa                 |
| —    |         | Wasim Sajjad (1941–) tymczasowo         | 2 grudnia 1997       | 1 stycznia 1998      | Pakistańska Liga Muzułmańska (Nawaz)      |
| 9    |         | Muhammad Rafiq Tarar (1929–2022)        | 1 stycznia 1998      | 20 czerwca 2001      | Pakistańska Liga Muzułmańska (Nawaz)      |
| 10   |         | Pervez Musharraf (1943–2023)            | 20 czerwca 2001      | 18 sierpnia 2008     | Pakistańska Liga Muzułmańska (Quaid)      |
| —    |         | Muhammad Mian Soomro (1950–) tymczasowo | 18 sierpnia 2008     | 9 września 2008      | Pakistańska Liga Muzułmańska (Quaid)      |
| 11   |         | Asif Ali Zardari (1955–)                | 9 września 2008      | 9 września 2013      | Pakistańska Partia Ludowa                 |
| 12   |         | Mamnun Husajn (1940–2021)               | 9 września 2013      | 9 września 2018      | Pakistańska Liga Muzułmańska (Nawaz)      |
| 13   |         | Arif Alvi (1949–)                       | 9 września 2018      | 10 marca 2024        | Pakistański Ruch na rzecz Sprawiedliwości |
| (11) |         | Asif Ali Zardari (1955–)                | 10 marca 2024        | nadal urzęduje       | Pakistańska Partia Ludowa                 |